# Gangsta-Rap in Deutschland
Der Gangsta-Rap in Deutschland hat seine Wurzeln in den 1990er Jahren und stellt seit 2003/2004 ein erfolgreiches Subgenre des deutschen Hip-Hop dar. Inhaltlich und musikalisch ist er an den französischen und US-amerikanischen Gangsta-Rap und Battle-Rap angelehnt. Nicht zu verwechseln ist Gangsta-Rap mit Straßen-Rap, welcher sich inhaltlich nur teilweise mit dem Gangsta-Rap überschneidet.

## Geschichte
Als wichtige Wegbereiter für Gangsta-Rap in Deutschland gelten die seit den 1990er Jahren aktiven Rapper bzw. Rap-Crews Rödelheim Hartreim Projekt, Kool Savas, Bushido und Azad. Sie prägten das Genre mit ihren äußerst expliziten, brachialen und teilweise aggressiven Texten, die in den frühen Anfängen noch viele englische Textelemente enthielten. Dem Spiegel zufolge habe das Rödelheim Hartreim Projekt mit seinen 1994 und 1996 veröffentlichten Alben die „deutsche Version des Gangsta-Rap genannten Sprechgesangs erfunden.“ Kool Savas lieferte mit seinem 1997 veröffentlichten Song Ich schiesse die stilistische Blaupause für den deutschsprachigen Gangsta-Rap der 2000er Jahre. Der Berliner Rapper Charnell thematisierte 1997 in Mein Leben erstmals das Aufwachsen in einem sozialen Brennpunkt und gilt daher ebenfalls als einer der Väter des Genres in deutscher Sprache. Obwohl an den Gangsta-Rap anderer Länder angelehnte Alben des Frankfurter Rödelheim Hartreim Projekts kommerziell erfolgreich waren, waren bis um das Jahr 2000 nur wenige Künstler in diesem Genre in Deutschland aktiv. In den frühen 2000er Jahren konnten sich weitere Rapper im Berliner Untergrund-Hip-Hop etablieren, die extreme lyrische Härte aufwiesen und den Lebensstil eines Kriminellen klischeehaft schilderten. Zu nennen sind hier neben Bushido insbesondere Bass Sultan Hengzt, Fler, MC Bogy und MOK. In Frankfurt am Main trug der Rapper Azad dazu bei, den Gangsta-Rap bekannter zu machen. Er thematisiert in seiner Musik unter anderem das raue Leben im Nordwesten Frankfurts.

Logo des Labels Aggro Berlin

Ab 2003 fand eine Kommerzialisierung des Genres statt. Diese hatte ihren Ausgangspunkt im Album Maske des Berliner Rappers Sido, der mit seinem Rap über Gangs, Drogen und Gewalt als erster eine Variante des Gangsta-Rap in Deutschland populär machte. Das Album wurde als erstes des Genres für über 100.000 verkauften Einheiten mit einer Gold-Schallplatte ausgezeichnet. Die beiden Nachfolgealben Sidos Ich und Ich und meine Maske können ebenfalls über 100.000 verkaufte Platten aufweisen und an den Erfolg des Debütalbums anschließen.
Neben ihm war Bushido, dessen Musik dem Gangsta-Rap im klassischen Sinne am nächsten kam, der wichtigste Vertreter in dieser Zeit. Die vom Berliner Label Aggro Berlin veröffentlichten Alben der beiden Künstler etablierten den Gangsta-Rap in Deutschland ab 2004 als zweite, härtere Gattung des deutschen Hip-Hop. Als Klassiker des Genres gelten das Album Carlo, Cokxxx, Nutten (2002) von Bushido und Fler sowie Bushidos Debütalbum Vom Bordstein bis zur Skyline (2003). Beide Alben sind charakteristisch für ihre düsteren Melodien und den harten, aggressiven Stil, in dem die Texte über Drogenhandel, Prostitution und Waffengewalt vorgetragen werden, wurden kommerziell allerdings wenig erfolgreich.
Der kontinuierliche Erfolg der beiden Künstler hatte zur Folge, dass zahlreiche Nachwuchskünstler, teils mit der Unterstützung von Major-Labels, versuchten, sich im Gangsta-Rap zu etablieren und an die Erfolge von Bushido und Sido anzuknüpfen. Zu medialer Aufmerksamkeit gelangte in erster Linie der Rapper Massiv, der bei Sony BMG unter Vertrag stand und von seinem Label als deutsches Pendant zum Rapper 50 Cent etabliert werden sollte. Dieser erreichte jedoch nicht den kommerziellen Erfolg von 50 Cent. Weitere Künstler des Genres sind Baba Saad oder Kollegah. Seit 2009 haben Newcomer wie Farid Bang, Nate57, Majoe & Jasko und Haftbefehl gewisse Erfolge in deutschen Charts.
Mittlerweile gibt es mehrere erfolgreiche Frauen in dem Business, die allerdings häufig nur Stilelemente des Gangsta-Raps (wie etwa das Thema Drogenkonsum) in ihre eigene Musik einfließen lassen, wie beispielhaft die Rapperin Juju.

## Musikalischer Stil
Gangsta-Rap in Deutschland orientiert sich musikalisch in erster Linie am Queensbridge-Rap der 1990er Jahre sowie an französischem Gangsta-Rap. Charakteristisch für diesen Stil sind Melodien, die melancholisch, düster oder bedrohlich wirken. Oft kommen Piano, Streicher oder Chorgesang sowie diverse Synthesizer zum Einsatz, außerdem werden vielfach Samples (z. B. aus der Klassik / Neoklassik oder aus Film-Soundtracks) genutzt. Die Bandbreite der Arrangements variiert von minimalistisch bis komplex und orchestral.
Oft wird Autotune für die Stimme verwendet, wie leicht zu hören ist.

## Zielgruppe und öffentliche Diskussion
Obgleich der Gangsta-Rap in Deutschland auch soziale Missstände kritisiert und Kriminalität hinterfragt, dominiert in den Texten die Glorifizierung krimineller Handlungen sowie die Faszination für soziale Verelendung und Gewalt. In Einheit mit der Verwendung von Vulgärsprache bewirkten diese Inhalte in der Vergangenheit die Indizierung von Tonträgern, so z. B. Electro Ghetto von Bushido sowie sämtliche von Bass Sultan Hengzt veröffentlichte Alben (Stand 2014).
Eine mögliche Gefährdung von Jugendlichen (sie sind die wichtigste Zielgruppe der Musikrichtung), z. B. durch Gewaltverherrlichung, soll verhindert werden.
Mittlerweile kommen immer mehr Gangster-Rapper aus den westlichen Regionen Deutschlands, unter anderem Majoe & Jasko, Kollegah, Farid Bang und Summer Cem.
Eine Studie der Universität Bielefeld, die von 2019 bis 2021 lief, wies nach, dass zum einen Gangsta-Rap-Hörer mehrheitlich einen mittleren Familienwohlstand aufweisen, teilweise einen hohen, und zum anderen Jugendliche, die viel Gangsta-Rap hören, tendenziell auch eher zu antisemitischen und misogynen Einstellungen neigen. Laut dem Co-Autor Jakob Baier kann jedoch nicht gesagt werden, ob diese Einstellungen Ursache oder Folge des häufigen Hörens von Gangsta-Rap sind. Die befragten Jugendlichen hätten ein eher distanziertes Verhältnis zu Verschwörungserzählungen im Gangsta-Rap, neigten jedoch zu einem Weltbild, das die Umwelt nach Kategorien wie Freund und Feind, oben und unten bzw. gut und böse ordnet. Das wiederum finde man bei Gangsta-Rap häufig.
Gangsta-Rap ist teils sehr besitzbezogen, Personen werden in den Songtexten teils als so wertvoll definiert wie das, was sie haben. Auch das nennen von Marken und Statussymbolen in Liedern ist ein Stilelement. Im Musikvideo HaifischNikez Allstars etwa taucht das Firmenlogo des amerikanischen Schuh- und Bekleidungsherstellers etwa rund vierzig Mal im Bild auf, während im Songtext mit Haifisch Nikes (Nike Air Max Plus) geprahlt wird. Es kommt auch zu Kooperationen mit Marken.

„Vom Deal mit tausend Gaunern, ja

Bis zum Deal mit Nike, ja.“

Das zeigt, dass der Gangsta-Rap mittlerweile Werbung für internationale Firmen macht. Welche sozialen Missstände von Rappern angesprochen werden, deren Außendarstellung sich mit Geld kaufen lässt, stellt sich zur Frage. Der Gangsta-Rap ist in den USA entstanden, wo viele schwarze Jugendliche in schlechten Verhältnissen lebten, im amerikanischen Justizsystem Gefängniserfahrung machten, und entsprechend sozialisiert wurden. Der Gangsta-Rap in Deutschland hat diese Bedingungen nicht erfahren, und kopiert gewissermaßen die realen Berichte aus den USA.
Gangsterrapper inszenieren sich oftmals als jemand, der von der Mehrheitsgesellschaft vielfach ausgegrenzt und benachteiligt wurde sich nun gegen die Unterdrückung zur Wehr setzt, indem er jene unterdrückt und abwertet, die schwächer sind als er selbst. Gangsta-Rap feiert die bestehende Gesellschaftsordnung, solange der Protagonist selbst an der Spitze der Hierarchie steht. Die Bürgerlich-Kapitalistischen Sehnsüchte nach Geld, Macht, Autos, Frauen und Statussymbolen werden zelebriert. Von Jugendlichen wird Gangsta-Rap oftmals gehört, um sich in bestimmte Stimmungen zu versetzen, beispielsweise um aggressiver zu werden, sich zum Sport zu motivieren.

## Fake-Utensilien
Die Autos, Waffen, die Schmuckutensilien, welche in den Videos genutzt werden, sind genauso wie die weiblichen Charaktere in diesen oft bei Agenturen geliehen oder fake. Auch bei Rappern, die betonen, dass andere fake, aber sie selbst real seien. Die Waffen, die keine sind, werden oft falsch gehalten, z. B. den Finger auf dem Abzug, Pistole ohne Holster o. ä. im Hosenbund, wo sie in unpassenden Momenten herausfallen kann, mit Finger am Abzug in Kopfnähe gehalten oder auf den eigenen Kopf gerichtet.
Das zeigt, dass an der Darstellung nach außen teilweise wenig real ist, sondern die Kunstfiguren eine Überzeichnung von Klischees darstellen.